# Абвиль-Нор

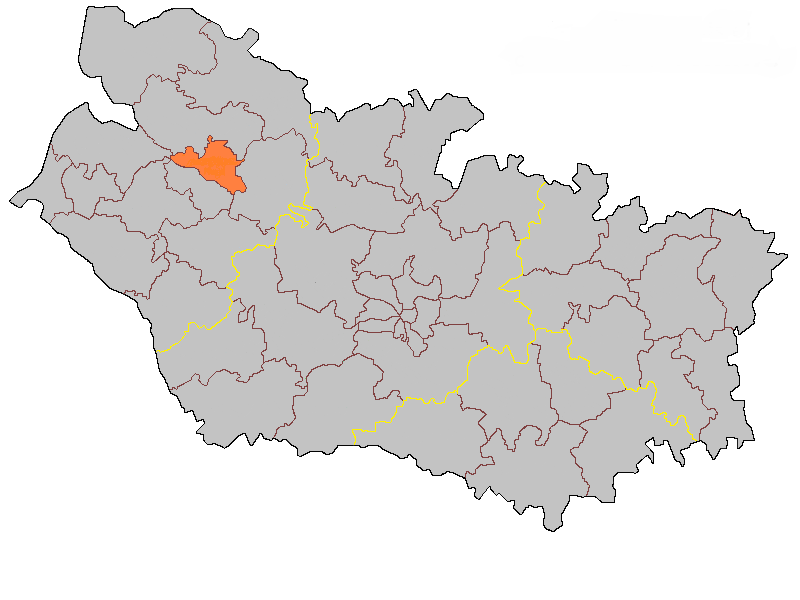
Кантон Абвиль-Нор в составе департамента

Абвиль-Нор (фр. d'Abbeville-Nord) — упразднённый кантон во Франции, регион Пикардия, департамент Сомма. Входил в состав округа Абвиль.
В состав кантона входили коммуны (население по данным Национального института статистики за 2009 г.):
- Абвиль (13 779 чел.) (частично)
- Белланкур (509 чел.)
- Вошель-ле-Кенуа (889 чел.)
- Гран-Лавье (335 чел.)
- Дрюка (867 чел.)
- Каур (602 чел.)
- Нефмулен (350 чел.)

## Экономика
Структура занятости населения (без учёта города Абвиль):
- сельское хозяйство — 5,2 %
- промышленность — 17,5 %
- строительство — 12,6 %
- торговля, транспорт и сфера услуг — 32,9 %
- государственные и муниципальные службы — 31,8 %

## Политика
На президентских выборах 2012 г. жители кантона отдали в 1-м туре Франсуа Олланду 29,8 % голосов против 24,4 % у Николя Саркози и 22,9 % у Марин Ле Пен, во 2-м туре в кантоне победил Олланд, получивший 55,2 % голосов (2007 г. 1 тур: Саркози - 27,1 %, Сеголен Руаяль - 26,0 %; 2 тур: Руаяль - 51,8 %). На выборах в Национальное собрание в 2012 г. по 1-му избирательному округу департамента Сомма они поддержали кандидата Социалистической партии Паскаль Буастар, набравшую 37,0 % голосов в 1-м туре и 54,3 % - во 2-м туре. На региональных выборах 2010 года в 1-м туре победил список социалистов, собравший 36,1 % голосов против 22,1 % у списка «правых» и 11,4 % у Национального фронта. Во 2-м туре «левый список» с участием социалистов и «зелёных» во главе с Президентом регионального совета Пикардии Клодом Жеверком получил 55,9 % голосов, «правый» список во главе с сенатором Каролин Кайё занял второе место с 28,0 %, а Национальный фронт с 16,1 % финишировал третьим.
|  | Кандидат      | Партия                  | % голосов |
|  | ------------- | ----------------------- | --------- |
|  | Жильбер Матон | Социалистическая партия | 69,83     |
|  | Катрин Шерфи  | Национальный фронт      | 30,17     |

|  | Кандидат      | Партия                    | % голосов |
|  | ------------- | ------------------------- | --------- |
|  | Жильбер Матон | Социалистическая партия   | 56,20     |
|  | Жак Лёллье    | Союз за народное движение | 43,80     |